# Hasel, Lörrach
Hasel là một thị xã trong huyện Lörrach bang Baden-Württemberg thuộc nước Đức. Đô thị Hasel, Lörrach có diện tích 11,67 km².